# Euxoa grumi
Euxoa grumi är en fjärilsart som beskrevs av Alphéraky 1887. Euxoa grumi ingår i släktet Euxoa och familjen nattflyn. Inga underarter finns listade i Catalogue of Life.